# 赵一德
赵一德（1965年2月19日—），男，汉族，浙江温岭人，中国共产党、中华人民共和国政治人物。1983年8月参加工作，1985年1月加入中国共产党。中共中央党校本科班经济管理专业毕业，浙江省委党校研究生班哲学专业在职研究生学历，现任中共陕西省委书记、陕西省人大常委会主任、陕西省军区党委第一书记。是中共第十九届中央候补委员、第二十届中央委员。
因习近平在浙江省擔任主要領導期間，赵一德曾在習近平手下工作，被外界廣泛認為是习近平派系之江新軍成員之一。

## 履历

### 浙江省

#### 早年及共青团
1980年至1983年在浙江省台州农校（今台州科技职业学院）农学专业学习。
1983年8月，在台州温岭县温西区公所当干事。1987年8月，任共青团温岭县委干事、副书记、书记。1991年12月起，先后任温岭县新河区委副书记兼新河镇党委书记，塘下镇党委书记兼镇人大主席，箬横镇党委书记。
1994年2月，任共青团浙江省委青农部副部长。1996年10月，任共青团浙江省委常委、组织部部长。2000年6月，任共青团浙江省委副书记、浙江省青联主席。2003年12月，任共青团浙江省委书记。

#### 温州市
2006年11月，任中共温州市委副书记。2007年3月，兼任温州市委政法委书记。2008年4月，任温州市人民政府代市长、市长。

#### 衢州市
2011年9月，任中共衢州市委书记。

#### 省委及杭州市
2012年5月，任中共浙江省委秘书长。2012年6月，当选为中共浙江省委常委，晋升为副部级干部。
2015年9月，任中共杭州市委书记。其任内在2016年9月杭州举办了G20杭州峰会。
2017年10月，在中国共产党第十九次全国代表大会上当选为中国共产党第十九届中央委员会候补委员。

### 河北省
2018年3月，调任中共河北省委副书记。

### 陕西省

#### 省长
2020年7月，出任中共陕西省委副书记、陕西省人民政府党组书记。2020年8月，任陕西省人民政府代省长、省长。
2022年10月，在中共二十大上当选为第二十届中央委员。

#### 省委书记
2022年11月，任中共陕西省委书记。
2022年12月，辞去陕西省人民政府省长职务。同月当选为陕西省军区党委第一书记。
2023年1月当选为陕西省人大常委会主任。